# 檀凱
檀凱（1383年—？），字伯和，直隸池州府建德縣太原鄉十二都人，明朝政治人物。進士出身。

## 生平
應天府鄉試三十七名。永樂十年（1412年）壬辰科會試七十四名，殿試登進士第二甲第二十二名。

## 家族
曾祖檀勢容。祖父檀以任。父亲檀行簡。